# Maren Barsballe
Maren Barsballe (* 3. Dezember 1949) ist eine ehemalige dänische Fußballnationalspielerin.
Barsballe debütierte am 27. Juli 1974 in der Nordischen Meisterschaft 1974 gegen die Auswahl Schwedens. Barsballe wurde für die dänische Auswahl zwanzigmal einberufen und ihr gelangen dabei zwei Treffer. Auf Vereinsebene spielte sie für den früheren dänischen Frauenverein Ribe BK sehr erfolgreich.